# Skipp Sudduth
Robert Lee 'Skipp' Sudduth IV (Barnstable (Massachusetts), 23 augustus 1956) is een Amerikaans acteur. Hij speelde onder meer John Sullivan in meer dan honderd afleveringen van de misdaadserie Third Watch. Hij maakte in 1984 zijn film- en acteerdebuut in de sciencefictionkomedie Mutants in Paradise.
Behalve film- en wederkerende rollen had Sudduth eenmalige verschijningen in meer dan tien andere televisieseries, zoals New York Undercover, Mad About You, Criminal Minds en Law & Order: Criminal Intent.

## Filmografie
*Exclusief 5+ televisiefilms
- Drunkboat (2007)
- Flawless (1999)
- Bury the Evidence (1998)
- Cuisine américaine (1998)
- Ronin (1998)
- 54 (1998)
- A Cool, Dry Place (1998)
- Eraser (1996)
- Money Train (1995)
- Clockers (1995)
- Mutants in Paradise (1984)

## Televisieseries
*Exclusief eenmalige gastrollen
- Third Watch - Officer John Sullivan (1999-2005, 109 afleveringen)
- Oz - Lenny Burrano (1997-1998, zes afleveringen)